# إليجاه كولمان بريدغمان
إليجاه كولمان بريدغمان (بالإنجليزية: Elijah Coleman Bridgman) هو مترجم ومبشر أمريكي، ولد في 22 أبريل 1801 في Belchertown, Massachusetts ‏ في الولايات المتحدة، وتوفي في 2 نوفمبر 1861 في شانغهاي في الصين.